# 奎宿增六
奎宿增六，即双鱼座66（66 Psc）是双鱼座的一个联星系统，距离地球约352光年，直径约为1.86E+06千米。